# 우아즈 부한카

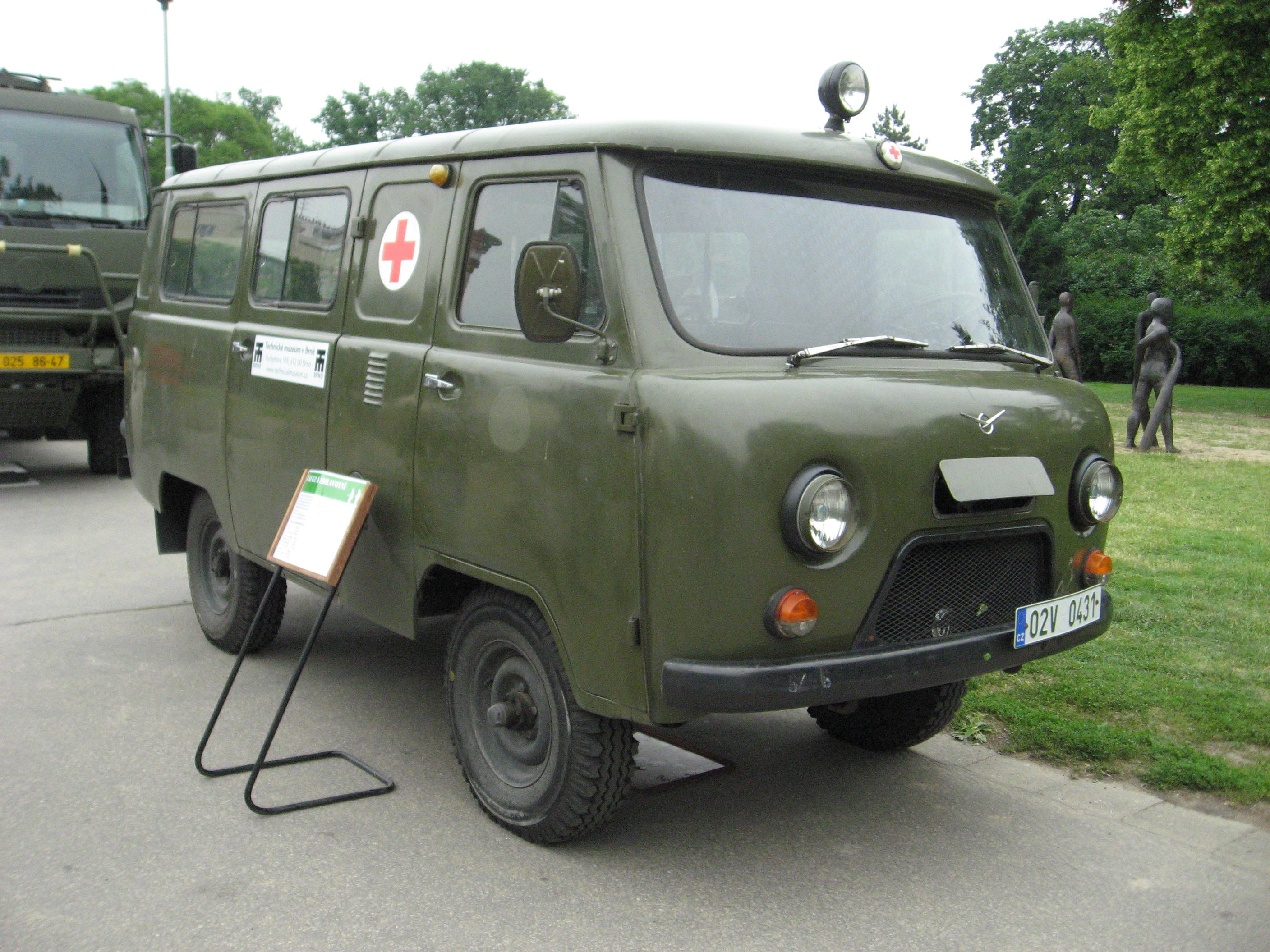

우아즈 부한카 혹은 우아즈 452는 러시아의 자동차 회사인 UAZ에서 1965년부터 생산중인 승합차이다.

## 상세
1965년에 출시되었다. 디자인은 폭스바겐 트랜스포터, 포드 트랜짓 등을 벤처마킹하였다.  헌터와 함께 러시아의 군대에서 이용중인 차량이다.

## 같이 보기
- 포드 이코노라인
- 폭스바겐 트랜스포터
- 미쓰비시 델리카
- 쉐비 밴
- 기아 타우너
- 마쓰다 봉고